# La edad de oro (novela)
La edad de oro (título original: The Golden Age: A romance of the Far Future) es una novela de ciencia ficción escrita por John C. Wright y publicada en 2002. Es el primer libro de la trilogía del mismo nombre completada por Fénix exultante (2003) y La trascendencia dorada (2003). Fue traducida al castellano por Carlos Gardini y publicada en España por Bibliópolis en 2004.
La novela está ambientada en un futuro distante donde la raza humana ha logrado alcanzar casi todos sus sueños, y donde cualquier cosa imaginable puede realizarse con sólo conectarse a la mentalidad informática global. El autor realiza un ejercicio de imaginación inusitado al describir la vida, ciencia y sociedad de la época.

## Argumento
La trama transcurre medio millón de años en el futuro, en la que se conoce como la Séptima Estructura Mental. La humanidad se divide en varias ramas en función de su estructura neural y la vida transcurre en un espacio virtual común donde cualquier cosa puede ser creada. El crimen no existe y máquinas inteligentes velan por mantener la paz mediante la previsión instantánea de posibles delitos. Todo rastro de hambre, enfermedad y guerra han sido olvidados.
Los personajes evocan a dioses, guerreros o personajes históricos, y el autor los describe en la novela de manera que resalta una crítica social de lo que puede llegar a suceder cuando el ser humano se torna demasiado poderoso, inmortal y sin metas que cumplir en su vida, sin prácticamente nada que descubrir o inventar. El ser humano puede limitarse a vivir sus fantasías, cortando toda raíz con el mundo real, autocomplaciéndose en su mundo virtual.
La trama describe cómo el protagonista, Faetón Primo (en referencia al personaje de la mitología griega Faetón), de la casa Radamanto, lucha contra una sociedad estancada y sin ambiciones para poder cumplir su sueño y realizar actos de renombre sin par, despertando intrigas y temores de guerra entre los líderes sociales, que no desean que nada perturbe su sueño de prosperidad y estabilidad en siglos venideros.

## Ediciones
- Wright, John C. (2004). La edad de oro. Madrid: Bibliópolis. ISBN 84-96173-14-3.